# الحملة الصليبية على الإسكندرية
وقعة الإسكندرية أو الحملة الصليبية على الإسكندرية، كانت هجوم عسكري شنه پيير ده لوزينان ملك قبرص على مدينة الإسكندرية سنة 1365 في عهد السلطان ناصر الدين شعبان. نزل بطرس وقواته على شواطئ الإسكندرية ونهبوا وخربوا المدينة بالكامل.بعد انتهاء الحملات الصليبية بهزيمة لويس التاسع ملك فرنسا، في مصر، في الحملة الصليبية السابعة، ووفاتهه أثناء الحملة الصليبية الثامنة (1270) وطرد الصليبيين من عكا ومن كل جيوبهم على ساحل الشام على يد سلطان مصر الأشرف خليل (1291)، استمرت رغبة الصليبيين في السيطرة على مصر.

## الحملات الثلاث
خرجت الحملة الأولى في سنة 1424، وكانت حملة صغيرة نزلت قبرص، وهاجمت ميناء "ليماسول"، وأحرقت ثلاث سفن قبرصية كانت تستعد للقرصنة، وغنموا غنائم كثيرة، ثم عادت الحملة إلى القاهرة.
شجع هذا الظفر أن يبادر برسباي بإعداد حملة أعظم قوة من سابقتها لغزو قبرص، فخرجت الحملة الثانية في رجب (828هـ = مايو 1425م) مكونة من أربعين سفينة، واتجهت إلى الشام، ومنها إلى قبرص، حيث نجحت في تدمير قلعة ليماسول، وقُتل نحو خمسة آلاف قبرصي، وعادت إلى القاهرة تحمل بين يديها ألف أسير، فضلاً عن الغنائم التي حُملت على الجمال والبغال.
وفي الحملة الثالثة استهدف برسباي فتح الجزيرة وإخضاعها لسلطانه، فأعد حملة أعظم من سابقتيها وأكثر عددا وعُدة، فأبحرت مائة وثمانون سفينة من رشيد في (829هـ = 1426م)، واتجهت إلى ليماسول، فلم تلبث أن استسلمت للقوات المصرية في (26 شعبان 829هـ = 2 يوليو 1426م)، وتحركت الحملة شمالا في جزيرة قبرص، وحاول ملك الجزيرة أن يدفع القوات المصرية، لكنه فشل وسقط أسيرا، واستولت القوات المصرية على العاصمة "نيقوسيا"، وبذا دخلت الجزيرة في طاعة دولة المماليك.
واحتفلت القاهرة برجوع الحملة الظافرة التي تحمل أكاليل النصر، وشقّت الحملة شوارع القاهرة التي احتشد أهلها لاستقبال الأبطال في (8 شوال 829هـ = 14 أغسطس 1426م)، وكانت جموع الأسرى البالغة 3700 أسير تسير خلف الموكب، وكان من بينها الملك جانوس وأمراؤه.
استقبل برسباي بالقلعة ملك قبرص، وكان بحضرته وفود من أماكن مختلفة، مثل: شريف مكة، ورسل من آل عثمان، وملك تونس، وبعض أمراء التركمان، فقبّل جانوس الأرض بين يدي برسباي، واستعطفه في أن يطلق سراحه، فوافق السلطان على أن يدفع مائتي ألف دينار فدية، مع التعهد بأن تظل قبرص تابعة لسلطان المماليك، وأن يكون هو نائبا عنه في حكمها، وأن يدفع جزية سنوية، واستمرت جزيرة قبرص منذ ذلك الوقت تابعة لمصر، حتى سنة 1517 التي سقطت فيها دولة المماليك على يد السلطان العثماني سليم الأول.

## محاولة حصار مصر
كانت خطة الصليبيين هي فرض حصار اقتصادي على مصر بغرض اضعافها عسكريا. وكانت موارد مصر تعتمد في ذلك الوقت على الضرائب التي تجبى على التجارة بين الشرق والغرب. سن بابا الكاثوليك قوانين تمنع سفن الاوروبيين من دخول الموانئ المصرية، لكن التجار الإيطاليين رفضوا الانصياع لأوامر البابا.، فقام البابا بتشكيل قوة مهمتها اختطاف التجار الاوروبيين الخارجين عن القانون وتحولت قبرص لمكان لمراقبة سواحل مصر والسفن التي تدخل موانيها.
جلس پيير لوزينان ابن الملك هيو الرابع على عرش قبرص سنة 1358، وكان أول ملك أوروبي من بعد لويس التاسع يتحمس للاستيلاء على بيت المقدس عن طريق ما يسمى بالحرب المقدسة، وأسس نظام للفرسان أطلق عليه اسم فرسان السيف، هدفه استعادة بيت المقدس. وحارب الأتراك في الأناضول. تحمس پيير لوزنيان بشدة لتشكيل حملة صليبية جديدة على مصر وفي سنة 1362 طاف أوروبا لاقناع ملوكها بالفكرة لكن لم يجد استجابة من ملوك أوروبا الغارقين في المشكلات والحروب الداخلية، ووافقت على مساعدته جمهوريات چينوا وڤينيسيا، واسبتاريه رودس.
جمع پيير السفن الحربية والمحاربين في جزيرة رودس وأرسل للأوروبين في الشام يطالبهم بوقف تجارتهم في الشام والرحيل عنها، لاقناع المصريين أنه سوف يشن هجومه على الشام.

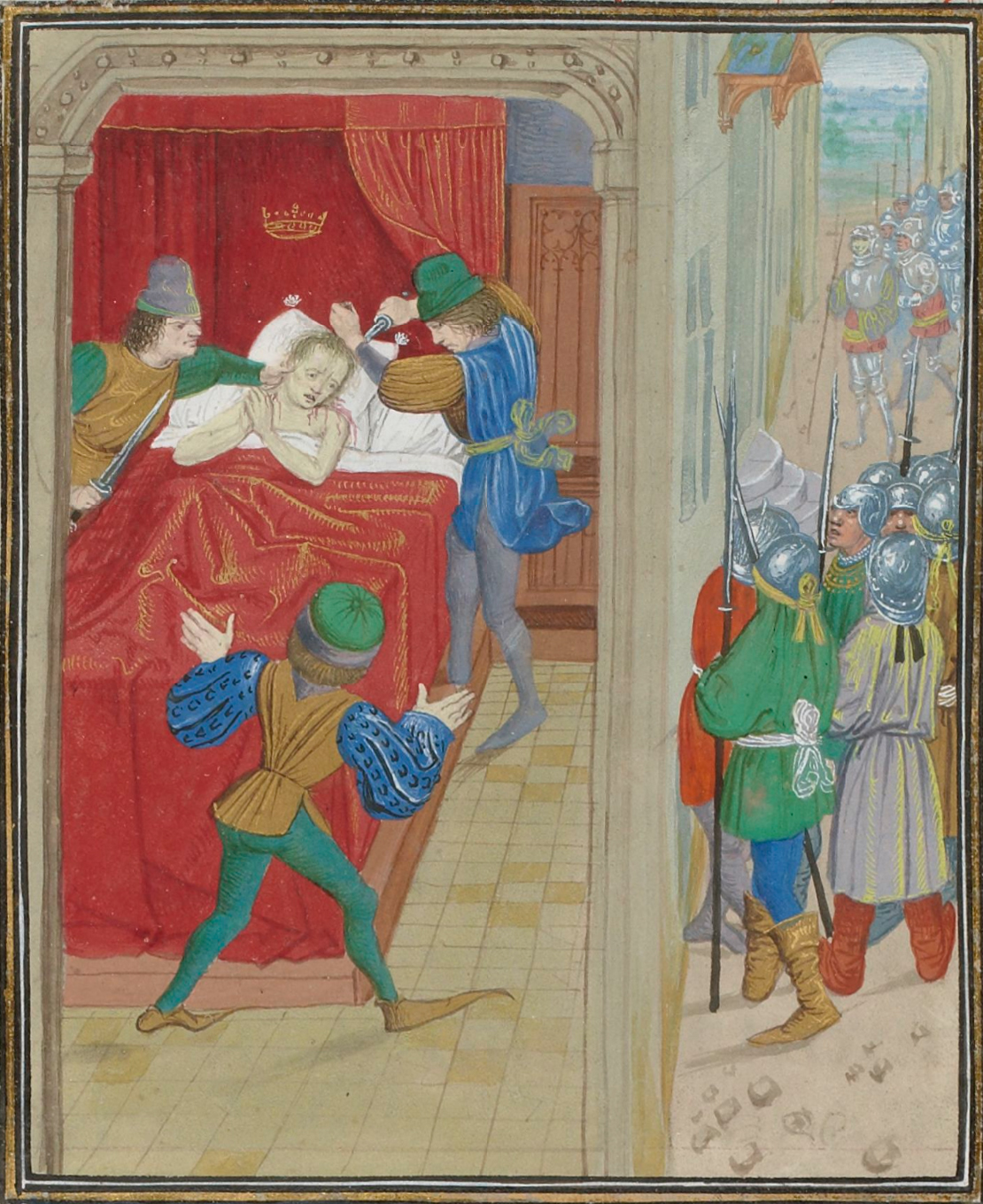
پيير لوزينان قتله فارس 1369